# Fernand Desmedt
Fernand Desmedt (* 21. Mai 1877 in Antwerpen; † 3. Februar 1954 in Woluwe-Saint-Pierre/Sint-Pieters-Woluwe) war ein belgischer Fechter.
Er nahm im Jahr 1900 an den Olympischen Sommerspielen im Florett für Fechtmeister teil. Dort schied er in der ersten Runde mit 1:5 Siegen aus.